# لیدیا کلارک
لیدیا کلارک (انگلیسی: Lydia Clarke؛ زادهٔ ۱۴ آوریل ۱۹۲۳) یک هنرپیشه اهل ایالات متحده آمریکا است.